# Associazione Sportiva Sora 2002-2003
Questa voce raccoglie le informazioni riguardanti l'Associazione Sportiva Sora nelle competizioni ufficiali della stagione 2002-2003.

## Rosa
| N. |                   | Ruolo | Calciatore                  |
| -- | ----------------- | ----- | --------------------------- |
|    | Italia (bandiera) | P     | Giuseppe Aprea              |
|    | Italia (bandiera) | C     | Michele Baldini             |
|    | Italia (bandiera) | C     | Raffaele Battisti           |
|    | Italia (bandiera) | C     | Daniele Cacciaglia          |
|    | Italia (bandiera) | C     | Luca Campanile              |
|    | Italia (bandiera) | C     | Marco Capparella            |
|    | Italia (bandiera) | A     | Massimiliano Martino        |
|    | Italia (bandiera) | A     | Massimiliano Caputo         |
|    | Italia (bandiera) | D     | Federico Cavola             |
|    | Italia (bandiera) | D     | Massimiliano Cianfarani     |
|    | Italia (bandiera) | D     | Andrea De Ciantis           |
|    | Italia (bandiera) | A     | Nico De Lucia               |
|    | Italia (bandiera) | A     | Fabio Salvatore Di Domenico |
|    | Italia (bandiera) | P     | Mario Di Girolamo           |
|    | Italia (bandiera) | C     | Ulisse Di Pietro            |
|    | Italia (bandiera) | D     | Paolo Ferretti              |

| N. |                             | Ruolo | Calciatore         |
| -- | --------------------------- | ----- | ------------------ |
|    | Francia (bandiera)          | C     | Aboubaka Fofana    |
|    | Italia (bandiera)           | C     | Alessandro Gadau   |
|    | Italia (bandiera)           | D     | Alessandro Grando  |
|    | Italia (bandiera)           | C     | Giacomo Iozzi      |
|    | Italia (bandiera)           | A     | Simone Lucchini    |
|    | Italia (bandiera)           | D     | Alberto Mantelli   |
|    | Italia (bandiera)           | A     | Daniele Martinetti |
|    | Italia (bandiera)           | C     | Cristian Mortari   |
|    | Italia (bandiera)           | C     | Pantaleo Roca      |
|    | Italia (bandiera)           | D     | Ernesto Terra      |
|    | Italia (bandiera)           | A     | Gianluca Toscano   |
|    | Italia (bandiera)           | C     | Fernando Vitone    |
|    | Antille Olandesi (bandiera) | C     | Djuric Winklaar    |
|    | Italia (bandiera)           | C     | Paolo Zaccagnini   |

## Risultati

### Campionato

#### Girone di andata
| 1º settembre 2002 1ª giornata | Teramo | 3 – 3 | Sora |  |

| 8 settembre 2002 2ª giornata | Sora | 1 – 0 | Sambenedettese |  |

| 15 settembre 2002 3ª giornata | Lanciano | 2 – 1 | Sora |  |

| 22 settembre 2002 4ª giornata | Sora | 2 – 3 | Martina |  |

| 29 settembre 2002 5ª giornata | Sora | 1 – 0 | Giulianova |  |

| 6 ottobre 2002 6ª giornata | Taranto | 4 – 0 | Sora |  |

| 13 ottobre 2002 7ª giornata | Sora | 3 – 2 | Vis Pesaro |  |

| 20 ottobre 2002 8ª giornata | Sporting Benevento | 1 – 0 | Sora |  |

| 27 ottobre 2002 9ª giornata | Sora | 0 – 1 | Avellino |  |

| 3 novembre 2002 10ª giornata | Paternò | 1 – 0 | Sora |  |

| 10 novembre 2002 11ª giornata | Sora | 1 – 1 | L’Aquila |  |

| 17 novembre 2002 12ª giornata | Crotone | 2 – 1 | Sora |  |

| 24 novembre 2002 13ª giornata | Torres | 2 – 1 | Sora |  |

| 1º dicembre 2002 14ª giornata | Sora | 2 – 0 | Chieti |  |

| 8 dicembre 2002 15ª giornata | Fermana | 2 – 2 | Sora |  |

| 15 dicembre 2002 16ª giornata | Sora | 1 – 0 | Pescara |  |

| 22 dicembre 2002 17ª giornata | Viterbese | 2 – 1 | Sora |  |

#### Girone di ritorno
| 5 gennaio 2003 18ª giornata | Sora | 2 – 2 | Teramo |  |

| 12 gennaio 2003 19ª giornata | Sambenedettese | 2 – 0 | Sora |  |

| 19 gennaio 2003 20ª giornata | Sora | 0 – 1 | Lanciano |  |

| 26 gennaio 2003 21ª giornata | Martina | 3 – 1 | Sora |  |

| 2 febbraio 2003 22ª giornata | Giulianova | 1 – 1 | Sora |  |

| 9 febbraio 2003 23ª giornata | Sora | 0 – 0 | Taranto |  |

| 16 febbraio 2003 24ª giornata | Vis Pesaro | 1 – 2 | Sora |  |

| 2 marzo 2003 25ª giornata | Sora | 0 – 0 | Sporting Benevento |  |

| 9 marzo 2003 26ª giornata | Avellino | 1 – 0 | Sora |  |

| 16 marzo 2003 27ª giornata | Sora | 2 – 1 | Paternò |  |

| 23 marzo 2003 28ª giornata | L’Aquila | 1 – 1 | Sora |  |

| 30 marzo 2003 29ª giornata | Sora | 0 – 0 | Crotone |  |

| 13 aprile 2003 30ª giornata | Sora | 1 – 2 | Torres |  |

| 19 aprile 2003 31ª giornata | Chieti | 2 – 1 | Sora |  |

| 27 aprile 2003 32ª giornata | Sora | 0 – 0 | Fermana |  |

| 4 maggio 2003 33ª giornata | Pescara | 4 – 2 | Sora |  |

| 11 maggio 2003 34ª giornata | Sora | 3 – 1 | Viterbese |  |